# Serie filatélica
Una serie filatélica o serie postal es un conjunto de sellos emitido por una administración del servicio postal, cuyo diseño se basa en un tema específico. Todos los sellos de la serie tienen una denominación común, sin embargo, a veces varían en sus medidas y en su valor facial. La serie puede ser emitida simultáneamente (varios sellos en la misma fecha de emisión) o distribuida a lo largo de un período determinado (meses, años o hasta décadas).

## Características
Una serie filatélica reúne generalmente las características siguientes:
- Existe una temática definida.
- Si son series que se editan anualmente, suelen aparecer en fechas relativamente semejantes: el mismo mes o época del año.
- Son realizadas por el mismo o los mismos diseñadores gráficos, salvo que la serie trate implícitamente del tema diseño o afín, o que por algún motivo especial se quiera presentar en cada emisión un diseñador diferente.
- No es necesario que todos los sellos de la serie tengan las mismas medidas ni el mismo valor facial.
- Si bien cada sello tiene un diseño diferente, hay series que presentan el mismo diseño y sólo cambia el color, el tamaño y/o el valor facial (muestra de ello son las llamadas «series básicas» que reproducen generalmente la efigie del soberano gobernante, el rey o la reina, del país en cuestión).
- Todos o algunos de los sellos de la serie pueden aparecer en hoja bloque.

## Temática
La temática a tratar en una serie filatélica es diversa y puede ir desde algún tema general, fechas histórica o una conmemoración importante del país en cuestión, hasta temas muy específicos como obras de algún pintor famoso o los faros más representativos en el territorio nacional. También puede ser dedicada una serie a un acontecimiento, tema o personaje de nivel internacional.
Temáticas que han sido constantemente utilizadas por las administraciones postales nacionales para las series han sido:
- Política: jefes de Estado, jefes de Gobierno, sellos relacionados con la Constitución nacional o algún tratado internacional, etc. En los países europeos, por ejemplo, son frecuentes las series sobre la Unión Europea.
- Deportes: eventos deportivos internacionales como Juegos Olímpicos o Mundiales de Fútbol, equipos de fútbol o sobre los diferentes tipos de deportes en general.
- Historia: conmemoración de fechas históricas importantes o efemérides; celebración de eventos internacionales como exposiciones mundiales, seminarios, congresos, cumbres, etc.
- Personalidades: conmemoración de centenarios del nacimiento o muerte de personajes importante; principales exponentes de algún área del conocimiento, la cultura, el espectáculo o la política nacional o internacional.
- Naturaleza: árboles, flores, frutas, animales, hongos, minerales, etc.
- Patrimonio nacional: edificios y estructuras importantes; objetos de valor histórico como libros, mapas, relojes, juguetes, mobiliario, colecciones, etc.
- Artes: pintura, escultura, literatura, cine, música, etc.
- Turismo: principales atracciones turísticas nacionales o internacionales.
- Ciencias y tecnología: principales representantes de alguna rama de la ciencia o la tecnología; los principales descubrimientos científicos o inventos tecnológicos; las diferentes áreas científicas en sí con ejemplos, o los principales exponentes de la tecnología contemporánea: aviones, ferrocarriles, puentes, faros, etc.
- Servicio postal: series dedicadas a rememorar la historia del servicio postal o de los sellos postales.

## Series filatélicas de España
Con la emisión del primer sello español en 1850 se inició la primera serie filatélica, la denominada serie básica, que representa la efigie del monarca reinante y que se prolonga hasta su muerte o abdicación. 
La primera serie conmemorativa en España fue la del tercer centenario del Quijote, emitida por Correos y Telégrafos en 1905. Desde entonces se han visto numerosas series con temáticas diversas. 
La serie «Personajes» fue iniciada en 1931 y sigue emitiéndose hasta nuestros días, convirtiéndose así en la serie más larga y con mayor número de sellos en la historia del sello español. Entre las series destacables están las siguientes: «Castillos», «Centenarios», «Deportes», «Pintores», etc.